# ریگزی
ریگزی (به آلمانی: Riegsee) یک شهر در آلمان است که در بایرن واقع شده‌است.

## خصوصیات
ریگزی ۲۰٫۴۴ کیلومترمربع مساحت دارد ۶۶۸ متر بالاتر از سطح دریا واقع شده‌است.